# Robot Tank
Robot Tank est un jeu vidéo de simulation développé par Alan Miller et publié par Activision en 1983 sur Atari 2600. Son gameplay du jeu est similaire à celui du jeu sur borne d’arcade Battlezone. Le joueur est aux commandes d’un char d’assaut futuriste et a pour objectif de mettre un terme à la menace que représente une série de chars d’assaut automatisés, développé par l’armée des États-Unis mais ayant échappé à tout contrôle. A l’aide du joystick, le joueur contrôle son char d’assaut depuis son cockpit en vue à la première personne. Le char d’assaut du joueur peut se déplacer et dispose d’un canon, d’un radar et d’un écran relié à une caméra positionné à l’avant du véhicule. La majeure partie de l’écran de jeu est occupé par l’image vidéo transmise par la caméra et par le radar, qui indique la position des chars d’assaut ennemis. En bas de l’écran sont affichés des indicateurs concernant l’état des différents systèmes du véhicule : vidéo, écran, canon, chenilles.Chacun d’eux peut en effet être endommagé par les tirs ennemis, ce qui affecte leur fonctionnalité. Ainsi, si le système vidéo du véhicule est détruit, le joueur ne peut plus compter que sur son radar pour localiser et viser les chars d’assaut ennemi.